# Liste der finnischen Botschafter in Indien
Liste der finnischen Botschafter in Indien.
| Ernennung Akkreditierung | Name               | Bemerkungen | ernannt von          | Akkreditierung während der Regierungszeit von | Posten verlassen |
| ------------------------ | ------------------ | ----------- | -------------------- | --------------------------------------------- | ---------------- |
| 1949                     | Hugo Valvanne      |             | Juho Kusti Paasikivi | Jawaharlal Nehru                              | 1956             |
| 1956                     | Aaro Pakaslahti    |             | Urho Kekkonen        | Jawaharlal Nehru                              | 1959             |
| 1959                     | Sigurd von Numers  |             | Urho Kekkonen        | Jawaharlal Nehru                              | 1961             |
| 1961                     | Veli Helenius      |             | Urho Kekkonen        | Jawaharlal Nehru                              | 1964             |
| 1964                     | Asko Ivalo         |             | Urho Kekkonen        | Lal Bahadur Shastri                           | 1968             |
| 1968                     | Wilhelm Schreck    |             | Urho Kekkonen        | Indira Gandhi                                 | 1974             |
| 1974                     | Brita (Riitta) Örö |             | Urho Kekkonen        | Indira Gandhi                                 | 1979             |
| 1979                     | Risto Hyvärinen    |             | Urho Kekkonen        | Chaudhary Charan Singh                        | 1984             |
| 1984                     | Jan Henrik Groop   |             | Mauno Koivisto       | Rajiv Gandhi                                  | 1988             |
| 1988                     | Jyrki Aimonen      |             | Mauno Koivisto       | Rajiv Gandhi                                  | 1991             |
| 1991                     | Marjatta Rasi      |             | Mauno Koivisto       | P. V. Narasimha Rao                           | 1995             |
| 1995                     | Benjamin Bassin    |             | Martti Ahtisaari     | P. V. Narasimha Rao                           | 2001             |
| 2001                     | Glen Lindholm      |             | Tarja Halonen        | Atal Bihari Vajpayee                          | 2005             |
| 2005                     | Asko Numminen      |             | Tarja Halonen        | Manmohan Singh                                | 2009             |
| 24. Sep. 2009            | Terhi Hakala       |             | Tarja Halonen        | Manmohan Singh                                |                  |